# حارة المزارع السواد (صنعاء)

تعديل مصدري - تعديل

حارة المزارع السواد هي إحدى حارات حي معين بمديرية معين إحدى مديريات العاصمة اليمنية صنعاء، بلغ تعداد سكانها 6 نسمة حسب تعداد اليمن لعام 2004.